# Alvis TA 21
La Alvis TA 21 è un'autovettura prodotta dalla casa automobilistica britannica Alvis dal 1950 al 1953.

## Descrizione

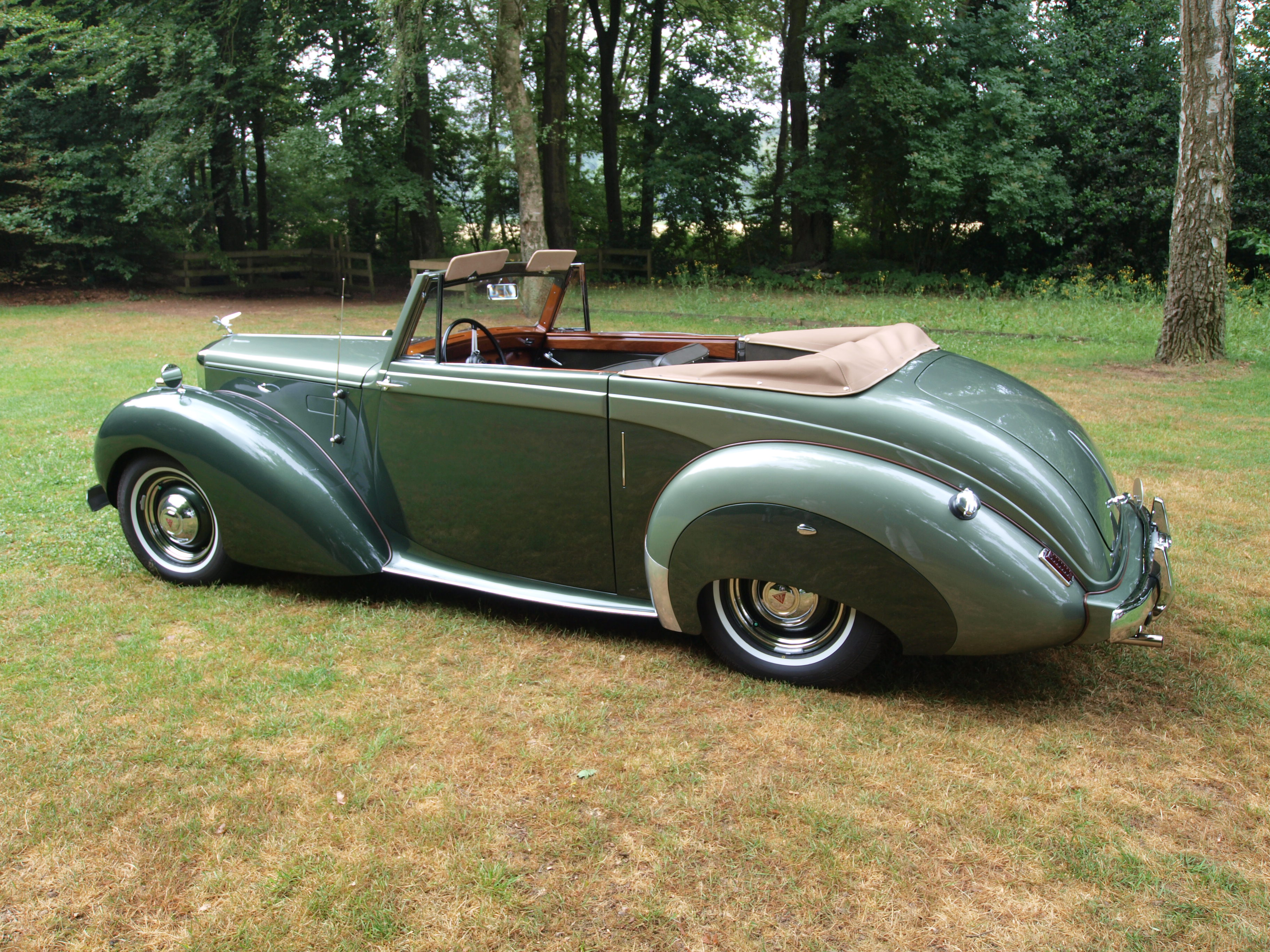
Una Alvis TA 21 cabriolet del 1953

Fu annunciata al pubblico britannico il 16 marzo 1950, giorno in cui fu esposta all'inaugurazione del salone dell'automobile di Ginevra. Era disponibile in due tipi di carrozzeria, berlina quattro porte e cabriolet due porte, In totale ne furono realizzati 1.316 esemplari, di cui 302 cabriolet. L'interno era lussuoso, con sedili anteriori separati e sedili posteriori a divanetto con bracciolo. L'abitacolo era ricco di rivestimenti in cuoio. 
Il motore era in linea a sei cilindri e aveva una cilindrata da 2.993 cm³. Produceva una potenza di 83 bhp (62 kW), aveva un rapporto di compressione di 7:1 e aveva installato un carburatore Solex. Le sospensioni erano indipendenti all'avantreno e a balestra semiellittica al retrotreno. I freni erano a tamburo ad azionamento idraulico. La TA 21 fu la prima vettura Alvis a montare freni idraulici.